# Un nuevo amor (álbum)
Un nuevo amor es el título del quinto álbum de estudio grabado por la cantante y actriz mexicana María del Sol, Fue lanzado al mercado bajo el sello discográfico RCA Ariola en el año 1986.
Este disco significó su consolidación dentro de la pop latino en español colocando en los primeros sitios Los Sencillos:Un nuevo amor,Voy a ser una loba,Amor de sábanas sin sueño,Girando, girando, Super conquistador y Sin ti.

## Temas
1. Por verte
2. Un nuevo amor
3. Rutina
4. Sin ti
5. Super conquistador
6. Voy a ser una loba
7. Amor de sábanas sin sueño
8. Girando, girando
9. Sólo un momento
10. Otra chica en tu casa

- Letra Y Música:José Luis Armenteros y Pablo Herrero

- Arreglos y Dirección:Eduardo Leyva,

1,3,5,8,9 José Miguel Josemi Estebanez
- Colaboración en los coros del grupo Cadillac.

- Grabado y Mezclado en:Eurosonic, Madrid, España.

- Ingeniero : Juan Vinader

- Datos: Q6155607